# Autostrada A26
Die Autostrada A26 (italienisch für ‚Autobahn A26‘), auch Autostrada dei Trafori genannt, ist eine italienische Autobahn im Nordwesten des Landes, die von Genua bis nach Gravellona Toce führt. Sie ist 197 km lang und in ihrer gesamten Länge mautpflichtig. Die Autobahn liegt in den italienischen Regionen Ligurien und Piemont. Betrieben wird die Autobahn von der italienischen Firma Autostrade per l’Italia.

## Verlauf

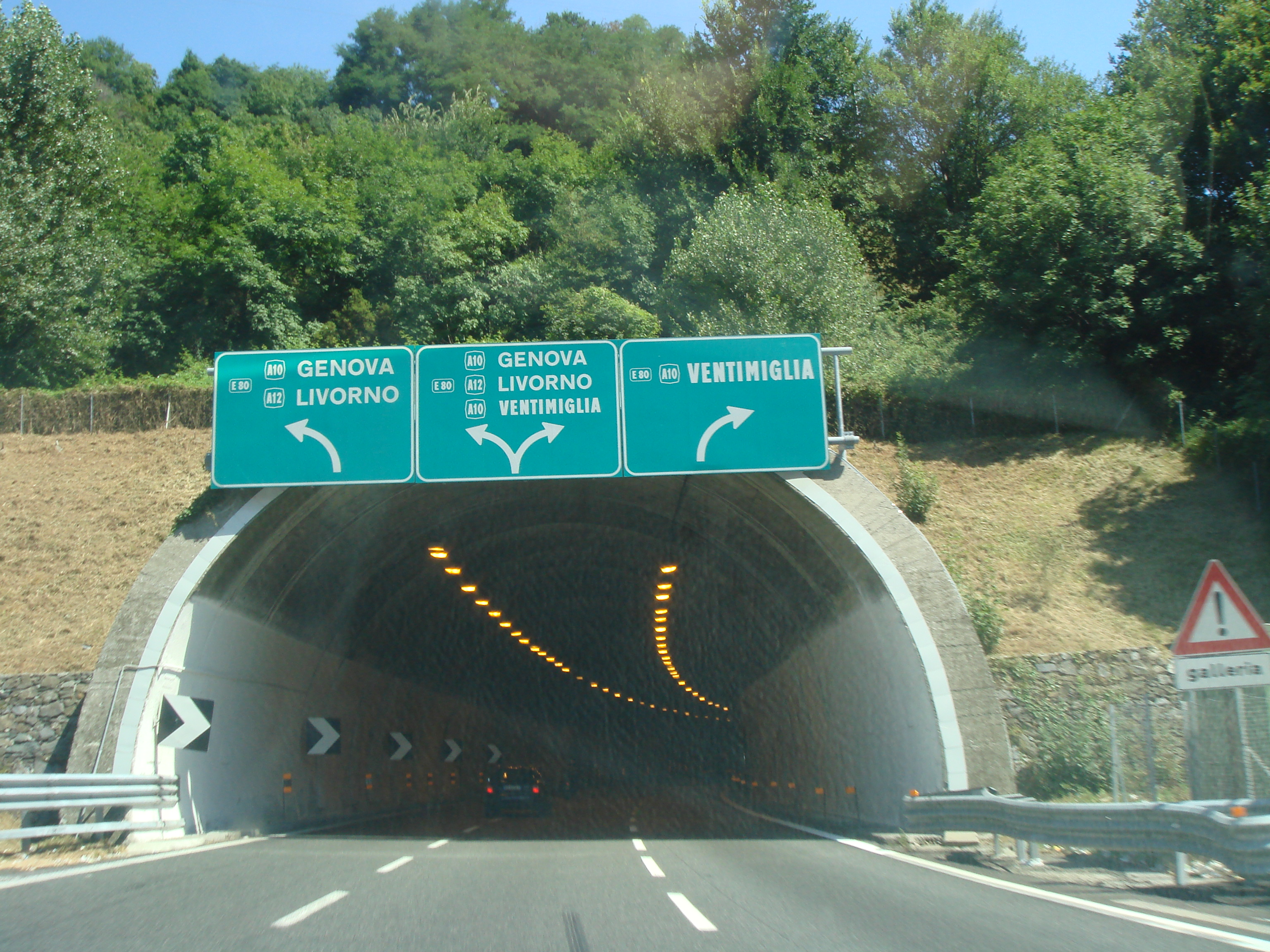
Die A26 am Beginn (Gegenrichtung kurz vor Ende) bei Genua

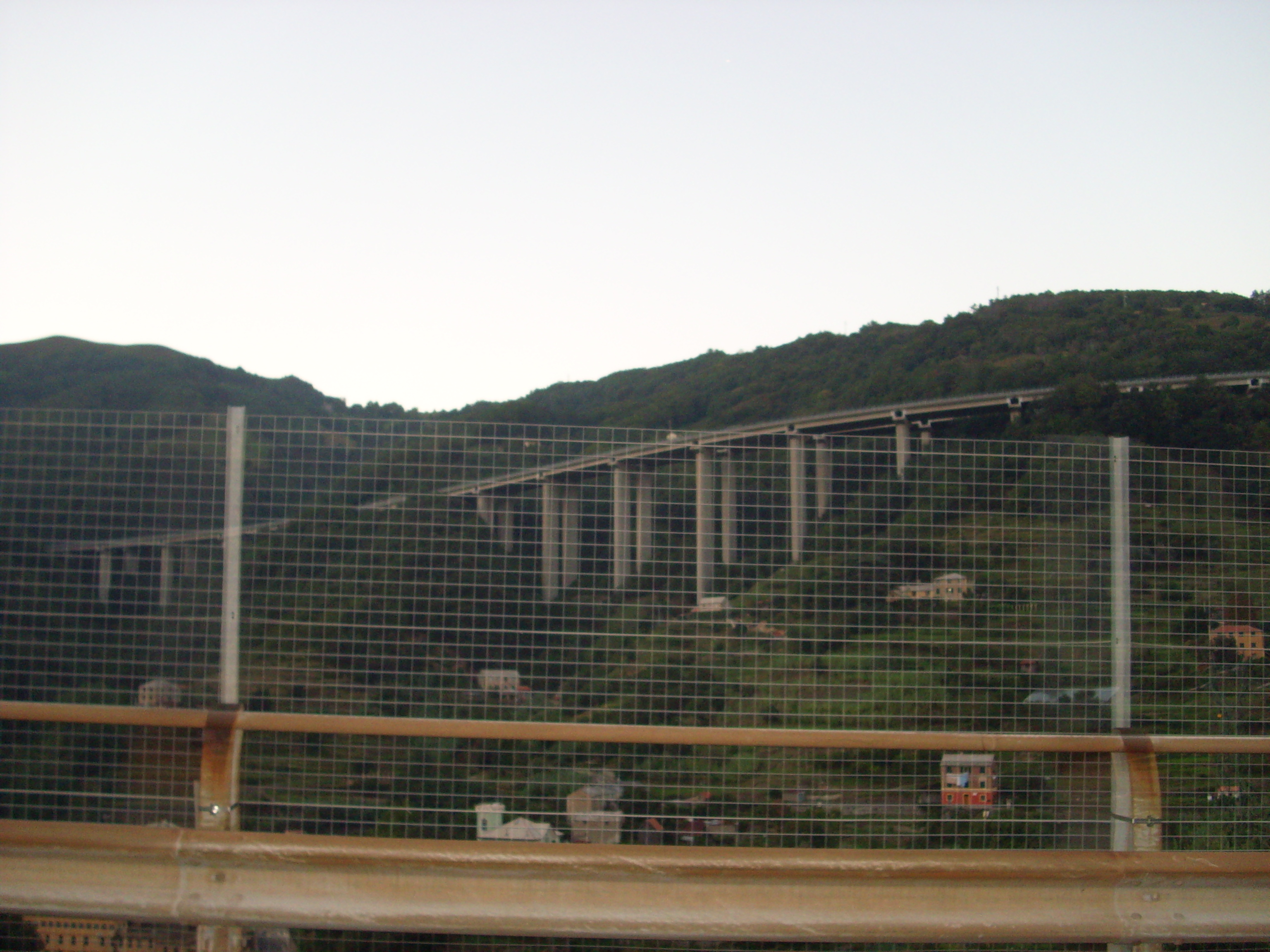
Die A26 am südlichen Aufstieg zum Turchinopass

Die A26 wurde als Entlastungs-Autobahn fernab größerer Städte zur Umfahrung der teilweise noch aus der Vorkriegszeit stammenden A7 von Anfang an durchgehend sechsspurig (dreispurig pro Fahrtrichtung) neu angelegt und die Europastraße 25 darauf gelegt. Die Linienführung hatte zur Folge, dass mehrere schon bestehende Autobahnen über Querverbindungen (Diramazione) mit ihr verbunden werden mussten, so die A26/A7, die A4/A26 und deren Fortsetzung A4/A5 und die A8/A26. Sie wurde als Hauptverbindung zwischen Nordeuropa und dem Golf von Genua konzipiert und hat im Norden Verbindungen sowohl zum Großen St. Bernhard und Simplon, wie auch entfernt ins Tessin zu St. Gotthard und San Bernardino.
Sie beginnt in Genua Voltri, wo sie nordwärts den Ligurischen Apennin überquert. In diesem Abschnitt führt sie an der Ortschaft Fado über den Passo del Turchino. Kurz danach zweigt die Querverbindung zur A7 ab, der bisherigen Verbindung zwischen Mailand und Genua. Weiter nach Norden führend, erreicht sie die Po-Ebene und Alessandria. Nördlich von Alessandria kreuzt sie die A21 (zwischen Turin und Piacenza). Anschließend erreicht sie die Stadt Casale und überquert den Fluss Po. Nördlich zweigt die Verzweigung A4/A26 ab, die zur A4 und weiter zur A5 und zum Großen St. Bernhard und Mont Blanc führt. Vorbei an der Stadt Vercelli kreuzt sie sich ostwärts von Novara mit der A4. Nun folgt die A26 den Verlauf des Flusses Sesia, ehe sie bei Ghemme ihren Verlauf nach Nordost ändert und auf die Verzweigung A8/A26 trifft, die nach Gallarate führt.
Nun tritt die A26 in die Alpen ein und führt durch zahlreiche Tunnel an der Westseite des Lago Maggiore vorbei. Am nordwestlichen Ende des Lago Maggiore erreicht die Autobahn bei Gravellona Toce ihren Endpunkt und wird als Schnellstraße SS 33 weitergeführt, die über Domodossola und den Simplonpass in die Schweiz führt.

## Geschichte
Die Autobahn wurde zwischen den 1970er Jahren und 1995 schrittweise nach Norden verlängert.
Am 11. August 1977 erfolgte die Eröffnung des ersten Teilstückes zwischen Genova Voltri und Alessandria. Bereits ein Jahr später, am 27. Juli 1978 wurde der Streckenabschnitt zwischen Alessandria und Stroppiana und die Verbindung A4/A26 bis kurz vor Santhià für den Verkehr freigegeben, am 20. Dezember 1988 erfolgte die Eröffnung bis Ghemme-Arona. Zuletzt folgte der Abschnitt zwischen Arona und Gravellona Toce, der am 14. Juli 1995 eröffnet wurde. Am 15. Dezember 1994 wurde die Anbindung an die SS 33 vollendet.